# Sua jezici
Sua jezici, malena podskupina nigersko-kongoanskih jezika koja je dio šire skupine južnoatlantskih jezika. Jedini jezik koji ona obuhvaća je mansoanka ili sua [msw] iz Gvineje Bisau. Južnoatlantsku skupinu čini zajedno s jezicima limba i mel. 
Ima svega preko 17.000 govornika.

## Vanjske poveznice
- Ethnologue (14th)
- Ethnologue (15th)